# Parafia Matki Bożej Nieustającej Pomocy i św. Floriana w Rzeszowie
Parafia Matki Bożej Nieustającej Pomocy i św. Floriana w Rzeszowie – parafia znajdująca się w diecezji rzeszowskiej w dekanacie Rzeszów Wschód. Erygowana w 1985. Mieści się przy ulicy Bursztynowej. Kościół parafialny, murowany, zbudowany w latach 1980–1984. 
3 grudnia 2021 roku zmarł wieloletni proboszcz parafii w latach 2007–2021 – ks. Józef Kandefer.